# 633政見

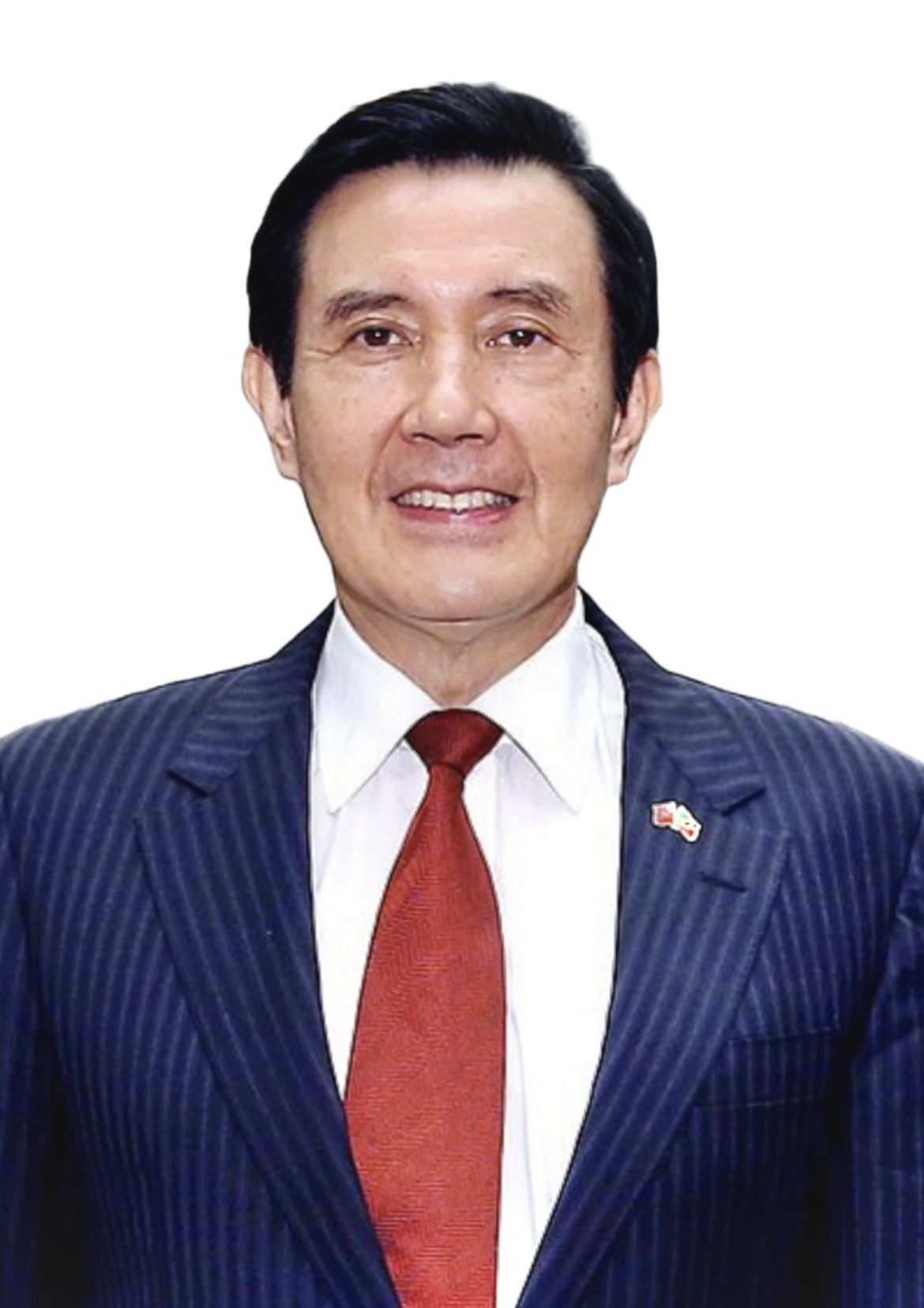
633政見為前中華民國總統馬英九所提之重要政見

633政見為2008年中華民國總統選舉時，中國國民黨候選人馬英九所提出的主要政見及競選口號。馬英九陣營在2008年1月15日發表經濟政策白皮書，其中提到四大承诺，即：
1. 計畫投資愛台十二建設2兆6500億元，每年提供12萬工作機會[1]。
2. 平均每年經濟成長率6%。
3. 失業率降至3%以下。
4. 2016年平均國民所得達3萬美元。[2]

马英九在2008年2月24日總統大選辯論會上公開答覆「若達不到目標（使勞工收入提高至GDP一定佔比）是否願捐出未來四年總統任期一半的薪水」之提問時表示，「捐款沒有問題，我這幾年來已經捐了六千多萬了！」。他在2011年坦承633沒達成，有媒體和网友抨擊這樣是不守承諾。
2018年，媒體報導，633計畫乃效仿韓國前總統李明博提出七四七政策，然而最後與七四七政策皆以跳票收場。

## 緣起
馬英九的633是來自於韓國總統李明博的競選口號747（即經濟成長率7%，人均所得4萬美元，將韓國發展為世界第七大經濟體系）。此政見與「我們準備好了」、「馬上好」等選舉口號使數以百萬的選民對馬英九與政黨輪替寄予厚望。
但是李明博在卸任前夕，平均經濟成長率只有2.9%，離李明博所承諾的7%相差甚遠，且承諾的另外兩項指標也沒有實現。

## 跳票與抨擊
馬英九在首次競選時並未說明633的執行期限，並配合口號「馬上好」，所以一般相信該政策目標是在四年內可達成，馬英九當選後，2008年5月任命劉兆玄為行政院長，劉兆玄宣稱四年內就要達到633，後改稱633是四年平均值。此後又不斷更改期限。
2008年上任後，全世界當時正因美國次貸危機持續延燒、石油與許多原料價格屢創歷史新高等因素而陷入經濟大恐慌以來最嚴重的不景氣，台灣股市持續不振、經濟情勢危急險峻，馬政府支持度也日漸下滑。
同年9月3日，馬英九在總統府接受墨西哥《太陽報》（El Sol de Mexico）系集團董事長瓦斯蓋茲（Mario Vázquez Raña）專訪時，坦承選舉擘劃的633政見已無法於短時間兌現。馬英九表示，無法達到的主要原因在於世界經濟情勢短期內不會好轉，並認為台灣當年經濟成長率僅能達到4.6％，失業率也維持3.8％程度。馬英九補充，633政見都沒有改變，只是完成的時間可能稍微延後。對於外界質疑633政見跳票，馬英九表示競選當時的民眾所得約一萬八千美元，他希望四年內達到兩萬美元，2016年達到三萬美元，這是當初的目標，沒有改變。至於經濟成長率百分之六、失業率百分之三，馬英九強調，這兩項不用等到2016年，四年任內就可以達到。

### 對「633」的反諷
自2008年9月4日起，台灣媒體均大幅引用無法達成的其他方面的633數據來反諷或描述馬英九政府的困境。例如：《633政見跳票，台股直奔6300》、《「633」成焦點，台股本週以來恰巧下跌633點》、《蘋果日報：633跳票台股4天跌633點》。延續至2009年，官方統計當年5月的失業人數也攀升至63.3萬人。
也有人反諷，所謂的633政見根本是指：6%失業率、3%經濟成長以及平均國民所得3萬元「人民幣」。
在2011年發生劉姍姍虐傭事件時，由於劉姍姍的諧音是633，因此被網友諷刺都是馬英九的罩門。
2011年10月4日，馬英九接受採訪時，答覆說「政策執行有未達到的部分，如果能夠用捐款就可以解決，那未免太容易了吧」，「我覺得真正重要的，是要怎麼要把它實踐，而不是用捐款來解除這個責任」。

## 馬政府任內情形

### 平均每年經濟成長率6%的目標
2008年Q2至2012年Q2，年平均經濟成長率(美金)約2.1%；2008年Q2至2016年Q2，年平均經濟成長率(美金)約1.7%。

### 失業率降低到3%的目標
2011年10月3日，馬英九對於633政見發表意見，他表示，其政見中關於改善失業率部分：「確實沒做到」。吳敦義同月也自認馬總統比陳總統降低失業率許多。吳敦義坦承，前面兩個「六、三」是「有一點點模糊空間」，也說最後一個三（3萬美元），確定達成的期程是在2016年。
自從2008年開始，無薪假開始被廣泛使用，馬政府也採用大規模的短期就業方案，這些都會美化失業率的統計、依然無法降低到3%的失業率。

### 國民所得達三萬美元的目標
「人均所得」並不是很清晰的概念，若理解為「人均GDP」的話，由於馬英九2008年上任時的國民人均GDP約為16,000美元，如果台灣每年的GDP成長率都達其6%的目標，再加上台灣人口接近零成長及對美元匯率無巨幅變化的條件，則要增加到30,000美元約需11年，即將近2019年。
2010年尾，因為美金走跌，主計處估計平均國民所得可以達到1萬9千美元，2011年時可達到2萬美元。

## 最終結果
2012年12月，受2008環球金融危機及其後的歐債危機影響，經濟持續疲弱，馬政府確定棄守633政見。行政院核定經建會所提的「國家發展計畫」，設定102至105年經濟成長率平均4.5%、105年失業率3.9%、消費者物價指數上漲率不超過2.0%為努力目標。行政院院長陳冲表示，訂定類似計畫，本來就應該有企圖心，「而且企圖心是有根據的」。

## 外部連結
- （西班牙文）Facilita Taiwan la inversión（页面存档备份，存于） 墨西哥《太陽報》專訪全文
- 馬英九提出經濟政策白皮書 喊出“六三三”口號（页面存档备份，存于）